# Longitarsus helvolus
Longitarsus helvolus  (лат.) — вид листоедов (Chrysomelidae) из подсемейства козявок (Galerucinae). Распространён в Австрии, Венгрии, Чехии, Латвии, Словакии, Южной Германии, Южной Франции и Италии.